# Gabonia
Gabonia is een geslacht van kevers uit de familie bladkevers (Chrysomelidae).
De wetenschappelijke naam van het geslacht werd in 1893 gepubliceerd door Martin Jacoby.

## Soorten
- Gabonia bicaveata Scherer & Boppre, 1997
- Gabonia bicolor Scherer & Boppre, 1997
- Gabonia cavipennis Scherer & Boppre, 1997
- Gabonia compressicornis Scherer & Boppre, 1997
- Gabonia foraminipennis Scherer & Boppre, 1997
- Gabonia fulvicornis Scherer & Boppre, 1997
- Gabonia fuscitarsis Scherer & Boppre, 1997
- Gabonia gabriela Boppre & Scherer, 1981
- Gabonia gabrieletta Scherer & Boppre, 1997
- Gabonia nigroapicalis Scherer & Boppre, 1997
- Gabonia picea Scherer & Boppre, 1997
- Gabonia rubropicea Scherer & Boppre, 1997
- Gabonia tibialis Scherer & Boppre, 1997